# بابادین
بابادین (ترکی آذربایجانی: Babadin) یک منطقهٔ مسکونی در جمهوری آرتساخ است که در استان کاشاتاق واقع شده‌است.